# الجمهورية (جريدة مصرية)

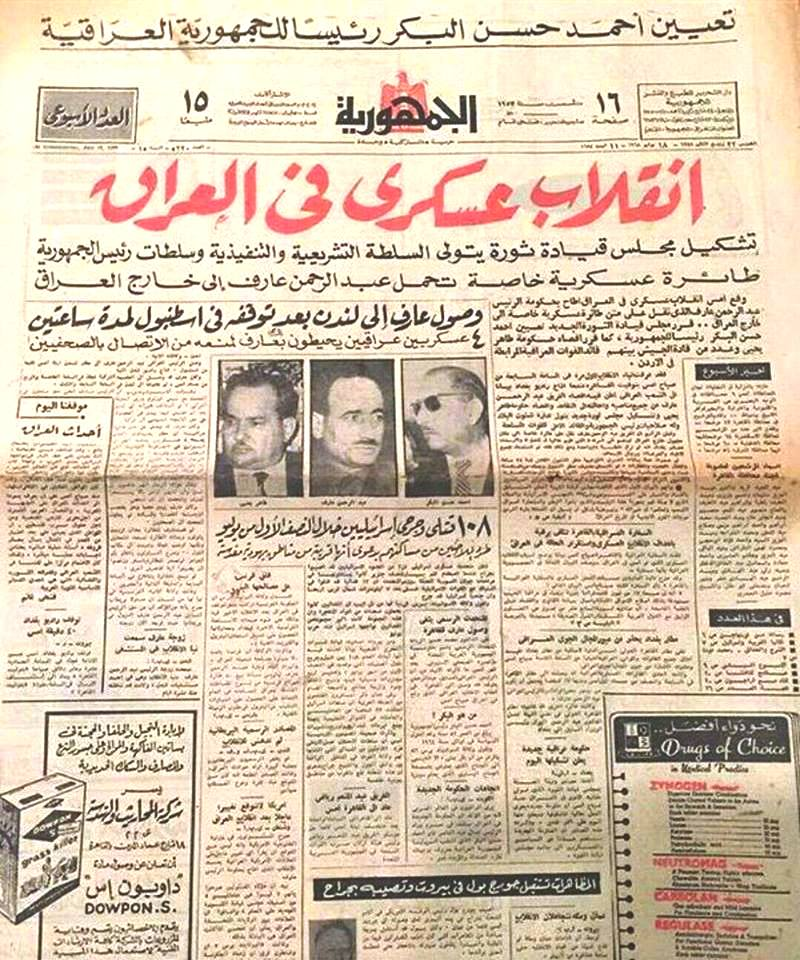
الصفحة الأولى من جريدة الجمهورية المصرية الصادرة في 14 تموز 1958

جريدة الجمهورية، هي صحيفة مصرية أسستها حكومة ثورة يوليو في عام 1954 لتكون صوت الثورة وأشرف عليها أحد الثوار وهو محمد أنور السادات.

## عنوان مقرها الرئيسى
شارع رمسيس بمدينة القاهرة بجمهورية مصر العربية

## كتابها الأوائل
- الشاعر مأمون الشناوى
- الكاتب محسن محمد تولى رئاسة مجلس إدارة المؤسسة ورئيس تحرير جريدة الجمهورية
- الكاتب السيد عبد الرؤوف تولى رئيس تحرير جريدة عقيدتى
- الشاعر محسن الخياط
- الكاتب على الدالى الذي شارك في تأسيسها وكان من أوائل رؤساء التحرير فيها

الكاتب عبد الرحمن الخميسي

## كتاب حاليين
- الكاتب سمير رجب تولى رئاسة مجلس إدارة المؤسسة ورئيس تحرير جريدة الجمهورية
- الكاتب محمد الحديدي تولى رئاسة مجلس إدارة المؤسسة ورئيس تحرير جريدة الجمهورية
- الكاتب جلاء جاب الله تولى رئاسة مجلس إدارة المؤسسة ورئيس تحرير جريدة الجمهورية
- الكاتب سعد سليم تولى رئاسة مجلس إدارة المؤسسة
- الكاتب عبد الرازق توفيق تولي رئاسة تحرير جريدة الجمهورية

## وصلات خارجية
- الموقع الرسمي